# Ana Monteagudo Ponce de Leon
Chân phước Ana Monteagudo Ponce de Leon (26 tháng 7 năm 1602 - 10 tháng 1 năm 1686) - tên tu sĩ là Ana de los Angeles - là một nữ tu Công giáo công khai thuộc Dòng các Nữ tu Đa Minh Monteagudo theo học các nữ tu vào thời thơ ấu của mình và quyết định trở thành một nữ tu giống họ sau khi nhận được sự mặc khải về Thánh Catherine Siena cho thấy các tập tục của dòng Đa Minh. Cha mẹ bà đã nỗ lực để thuyết phục con gái rời bỏ chuyện tin vào mặc khải này nhưng bà tiếp tục theo đuổi con đường đó cho đến khi được giới thiệu là một thành viên của Dòng các Nữ tu Đa Minh. Nữ tu Ana được ghi nhận về sự thánh thiện và nắm giữ các vị trí lãnh đạo do sự khôn ngoan cũng như lòng yêu mến mà những người khác dành cho bà.
Bà qua đời vào năm 1686 và những di tích của bà được chôn cất trong tu viện nơi bà cư trú phần lớn cuộc đời của bà. Mười năm cuối trong cuộc đời, bà phải đấu tranh với một căn bệnh khiến bà bị mù và trở nên yếu đuối.

## Tiến trình tuyên thánh
Giai đoạn cung cấp thông tin về nguyên nhân xin mở án tuyên thánh được mở ngay sau khi bà qua đời vào ngày 17 tháng 7 năm 1686 và sau đó kết thúc vào một thời gian không xác định trong khi một quá trình sau đó được mở và kết thúc công việc vào ngày 18 tháng 12 năm 1903. Monteagudo được đặt lên hàng Tôi tớ Chúa dưới thời Giáo hoàng Biển Đức XV vào ngày 13 tháng 6 năm 1917 sau khi được giới thiệu chính thức về án tuyên phong; Giáo hoàng Phaolô VI sau đó đã xác nhận đức hạnh anh hùng của bà và xếp tên bà vào hàng ngũ các Đấng đáng kính.
Tiếp đó, Giáo hoàng Gioan Phaolô II thừa nhận một phép lạ duy nhất do sự can thiệp của bà trong một sắc lệnh ban hành ngày 30 tháng 3 năm 1981 và do đó đã chấp thuận việc tuyên phong chân phước cho bà. Việc tuyên phong này chính thức xảy ra sau đó vào ngày 2 tháng 2 năm 1985 khi Giáo hoàng đến thăm Peru.